# 私、乳がん。夫、肺がん。39歳、夫婦で余命宣告。
『私、乳がん。夫、肺がん。39歳、夫婦で余命宣告。』（わたし、にゅうがん。おっと、はいがん。39さい、ふうふでよめいせんこく。）は、芽生（めい、1973年〈昭和48年〉 - 2013年〈平成25年〉）による日本のノンフィクション書籍。2013年に大和出版から出版された。幼い子供たちを抱えながら乳癌と診断され、間を置かず夫も肺癌の宣告を受けた女性が、闘病や家族のことについて書き綴ったブログの内容をまとめた作品。芽生は書籍化前の2013年初夏に死去し、その夫・けんも2014年12月4日に死去が発表された。
2014年11月 - 12月にこれを原案としたテレビドラマが放送された。

## テレビドラマ
『ママとパパが生きる理由。』（ママとパパがいきるりゆう。）のタイトルで、2014年11月20日から12月18日までTBS系「木曜ドラマ劇場」枠で放送された。主演は吹石一恵。

### キャスト

#### 主要人物
吉岡柊子（よしおか とうこ）
演 - 吹石一恵
主人公。夫の賢一とは高校時代の同級生。
吉岡賢一（よしおか けんいち）
演 - 青木崇高
柊子の夫。システムエンジニア。
吉岡亜衣（よしおか あい）
演 - 渡邉このみ
長女。
吉岡由宇（よしおか ゆう）
演 - 五十嵐陽向
長男。

#### 吉岡家
吉岡泰一（よしおか やすかず）
演 - ダンカン
賢一の父。中小企業を営んでいる。
吉岡由美子（よしおか ゆみこ）
演 - 朝加真由美
賢一の母。専業主婦。

#### 麻見家
麻見伸彦（あさみ のぶひこ）
演 - 国広富之
柊子の父。以前は区役所の職員として勤務していたが、現在は地域のボランティア活動に勤しんでいる。
麻見槙子（あさみ まきこ）
演 - 風吹ジュン
柊子の母。新聞記者。

#### 中央医科大学病院
三輪進（みわ すすむ）
演 - 山崎樹範
乳腺外科医。柊子の担当医。
本宮瞳（もとみや ひとみ）
演 - 高柳愛実
乳腺外科の看護師。

#### 駿河台病院
相沢陽介（あいざわ ようすけ）
演 - 袴田吉彦
呼吸器内科医。賢一の担当医。

#### e-リンクシステム
野村和樹（のむら かずき）
演 - 田中哲司
IT会社勤務を経て、今の会社を設立。賢一が高校生の頃にバスケ部のコーチを務めていたこともあり、その縁で自身の会社に賢一を誘う。
黒沢翔太（くろさわ しょうた）
演 - 落合モトキ
賢一の同僚。
津山千佳（つやま ちか）
演 - 藤井美菜
賢一の同僚。総務・経理担当。

#### ゲスト
大村智恵（おおむら ちえ）
演 - 春日井静奈（第1話）
産婦人科医。柊子の初診担当。
安藤誠（あんどう まこと）
演 - 大塚ヒロタ（第2・4話）
幼稚園の先生
演 - 東ヶ崎恵美（第2話）
木村
演 - 大塚千弘（第4・5話）
小学校の亜衣のクラスの担任。
矢沢
演 - 秋間将汰（第5話）
亜衣の同級生の男子。亜衣に「お前のお父さんとお母さんてさ、ガンなの?」と尋ねる。

### スタッフ
- 原案 - 芽生『私、乳がん。夫、肺がん。39歳、夫婦で余命宣告。』（大和出版刊）
- 脚本 - 龍居由佳里
- 音楽 - 羽深由理
- 演出 - 都築淳一、木下高男（共同テレビ）
- 主題歌 - miwa「月食 〜winter moon〜」（ソニー・ミュージックレコーズ）[15]
- 演出補 - 山内大典
- 撮影 - 白井哲矢
- 照明 - 小野村拡洋
- 映像 - 林航太郎
- 音声 - 島田隆雄
- 編集 - 深沢佳文
- 音響効果 - 長澤佑樹
- CGデザイン - 豊直康
- 技術プロデューサー - 長谷川美和
- 美術プロデューサー - 山下杉太郎
- 音楽プロデューサー - 志田博英
- 医療監修 - 原義明、服部陽
- 編成 - 韓哲
- プロデューサー - 韓哲、江森浩子（共同テレビ）
- プロデューサー補 - 椛澤節子、河瀬知
- 製作 - 共同テレビ、TBS

### 放送日程
| 各話                                                      | 放送日   | サブタイトル                                       | 演出     | 視聴率 |
| --------------------------------------------------------- | -------- | -------------------------------------------------- | -------- | ------ |
| 第1話                                                     | 11月20日 | 夫婦で余命宣告。実話をもとに描いた家族の愛の物語   | 都築淳一 | 5.6%   |
| 第2話                                                     | 11月27日 | 守りたい! 家族の約束と夫婦の絆                     | 都築淳一 | 6.8%   |
| 第3話                                                     | 12月04日 | 夫婦でガン友という絆! 娘との約束と家族の新たな一歩 | 木下高男 | 6.5%   |
| 第4話                                                     | 12月11日 | 私は命を諦めない! 母と娘の約束                     | 木下高男 | 7.0%   |
| 第5話                                                     | 12月18日 | あなたたちは宝物。私の夢。家族と一緒に生きていこう | 都築淳一 | 6.1%   |
| 平均視聴率 6.4%（視聴率は関東地区、ビデオリサーチ社調べ） |          |                                                    |          |        |

- 第1話は『2014日米野球』のため、40分繰り下げ[18]かつ3分拡大放送（21時40分 - 22時37分）。

| TBS系 木曜ドラマ劇場                                                         | TBS系 木曜ドラマ劇場                                   | TBS系 木曜ドラマ劇場                            |
| 前番組                                                                       | 番組名                                                 | 次番組                                          |
| ---------------------------------------------------------------------------- | ------------------------------------------------------ | ----------------------------------------------- |
| TBS×WOWOW共同制作ドラマ MOZU Season2〜幻の翼〜 （2014年10月16日 - 11月13日） | ママとパパが生きる理由。 （2014年11月20日 - 12月18日） | 美しき罠〜残花繚乱〜 （2015年1月8日 - 3月12日） |